# كيم كانغ-نام
كيم كانغ-نام (هانغل: 김강남) هو لاعب كرة قدم كوري جنوبي في مركز الوسط، ولد في 19 يوليو 1954 في كوريا الجنوبية. شارك مع منتخب كوريا الجنوبية لكرة القدم. أما مع النوادي، فقد لعب مع جيجو يونايتد ونادي بوسان أي بارك.

## وصلات خارجية
- كيم كانغ-نام على موقع دوري كوريا الجنوبية (الإنجليزية)
- كيم كانغ-نام على موقع ناشيونال فوتبول تيمز (الإنجليزية)